# Ezio Cecchi
Ezio Cecchi (nacido el 11 de mayo de 1913 en Larciano-Pistoia, y muerto el 19 de agosto de 1984 en Monsummano Terme) fue un ciclista italiano, profesional desde 1934 hasta 1951. No tiene ninguna victoria en su palmarés, pero es uno de los diez ciclistas que han conseguido subir a podios de Grandes Vueltas con diez o más años de diferencia, subiendo al podio del Giro de Italia 1938 como segundo clasificado, y diez años después repitiendo posición en el Giro de Italia 1948.

## Palmarés
1938
- 2.º en el Giro de Italia

1948
- 2.º en el Giro de Italia

## Resultados en Grandes Vueltas
Durante su carrera deportiva ha conseguido los siguientes puestos en las Grandes Vueltas:
| Carrera         | 1934 | 1935 | 1936 | 1937 | 1938 | 1939 | 1940 | 1941 | 1942 | 1943 | 1944 | 1945 | 1946 | 1947 | 1948 | 1949 | 1950 | 1951 |
| --------------- | ---- | ---- | ---- | ---- | ---- | ---- | ---- | ---- | ---- | ---- | ---- | ---- | ---- | ---- | ---- | ---- | ---- | ---- |
| Giro de Italia  | -    | 8º   | 15.º | 20.º | 2º   | 32.º | 6º   | X    | X    | X    | X    | X    | 7º   | 4º   | 2º   | 34.º | 17.º | -    |
| Tour de Francia | -    | -    | -    | -    | -    | -    | X    | X    | X    | X    | X    | X    | X    | -    | -    | -    | -    | -    |
| Vuelta a España | X    | -    | -    | X    | X    | X    | X    | -    | -    | X    | X    | -    | -    | -    | -    | X    | -    | X    |

-: No participa

Ab.: Abandono

X: Ediciones no celebradas